# Farideh Chalatbarie
Farideh Chalatbarie (auch: Farideh Khalatbaree; * 1948 in Teheran) ist eine iranische Verlegerin und Autorin von Kinderbüchern.

## Leben
Nach einer Ausbildung in Großbritannien gründete sie 1984 den Verlag Shabaviz, in dem sie auch ihre eigenen Werke veröffentlicht. Sie lebt und arbeitet in Teheran. Ihre Bücher sind nicht nur im Iran, sondern in vielen anderen Ländern weltweit, unter anderem in Südkorea oder Deutschland, erhältlich. In ihrem Verlag publiziert sie auch ihre eigenen Bücher, die von verschiedenen iranischen Illustratoren bebildert werden. Für verschiedene Bücher wurde Chalatbarie mehrfach ausgezeichnet, unter anderem auf der Kinderbuchmesse in Bologna und von der Internationalen Jugendbibliothek München. In deutscher Sprache ist bislang ihr Buch „Der Schakal am Hof des Löwen“ erschienen. In ihren Büchern verarbeitet Chalatbarie häufig traditionelle iranische Geschichten. Bis heute gewann sie für ihre Bücher viermal den New Horizons Award (2004, 2006, 2010, 2012) auf der Kinderbuchmesse in Bologna und ebenfalls mehrfach die Erwähnung im White Ravens-Katalog der Internationalen Jugendbibliothek München.
2012 war sie Jurymitglied der Auszeichnung Das außergewöhnliche Buch des Kinder- und Jugendprogramms des Internationalen Literaturfestivals Berlin.

## Bibliografie
- als Autorin
  - übersetzt ins Deutsche
    - 2011: Der Schakal am Hof des Löwen – Eine moderne iranische Fabel, Text: Farideh Chalatbarie, Illustration: Bahar Achawan, Übersetzung aus dem Persischen: Jasmin Tabatabai, Edition Orient, ISBN 978-3922825838, Originaltitel: Tobeh (2011)
    - 2012: Busfahrt ins Ungewisse, Text: Farideh Chalatbarie, Illustration: Scharareh Chosrawani, Übersetzung aus dem Persischen: Wolfgang Steinke, zweisprachig Persisch-Deutsch, Edition Orient, 32 Seiten, ISBN 978-3922825852, Originaltitel: Otoboose avazi (2007)

  - unübersetzt (Auswahl):
    - Misunderstanding

## Auszeichnungen
- 2004: New Horizons Award der Kinderbuchmesse Bologna
- 2006: New Horizons Award der Kinderbuchmesse Bologna
- 2010: New Horizons Award der Kinderbuchmesse Bologna
- 2011: White Raven der Internationalen Jugendbibliothek München für The King´s Daughter
- 2012: New Horizons Award der Kinderbuchmesse Bologna als Autorin für Misunderstanding
- 2012: Einladung ins Kinder- und Jugendprogramm des internationalen literaturfestivals berlin